# دوشس پادووا
دوشس پادووا (انگلیسی: The Duchess of Padua) نام یکی از نمایشنامه‌های اسکار وایلد است. این نمایشنامه ملودرام تراژیک که در شهر پادووا اتفاق می‌افتد، در ۵ پرده نوشته شده است. وایلد این نمایشنامه را برای مری اندرسون بازیگر آمریکایی زمانی که در پاریس اقامت داشت، در اوایل ۱۸۸۳ نوشت.